# تیان گونگ

طرحی از تیان گونگ۱

تیان گونگ (به انگلیسی: Tiangong) یک برنامه در حال توسعه ایستگاه فضایی مربوط به آژانس فضایی جمهوری خلق چین است. از ژانویه ۲۰۱۳، چین در راستای یک برنامه بزرگ چند مرحله‌ای به سمت ساخت ایستگاه فضایی مستقل در حوالی سال ۲۰۲۰ حرکت کرد.